# A holokauszt nemzetközi emléknapja

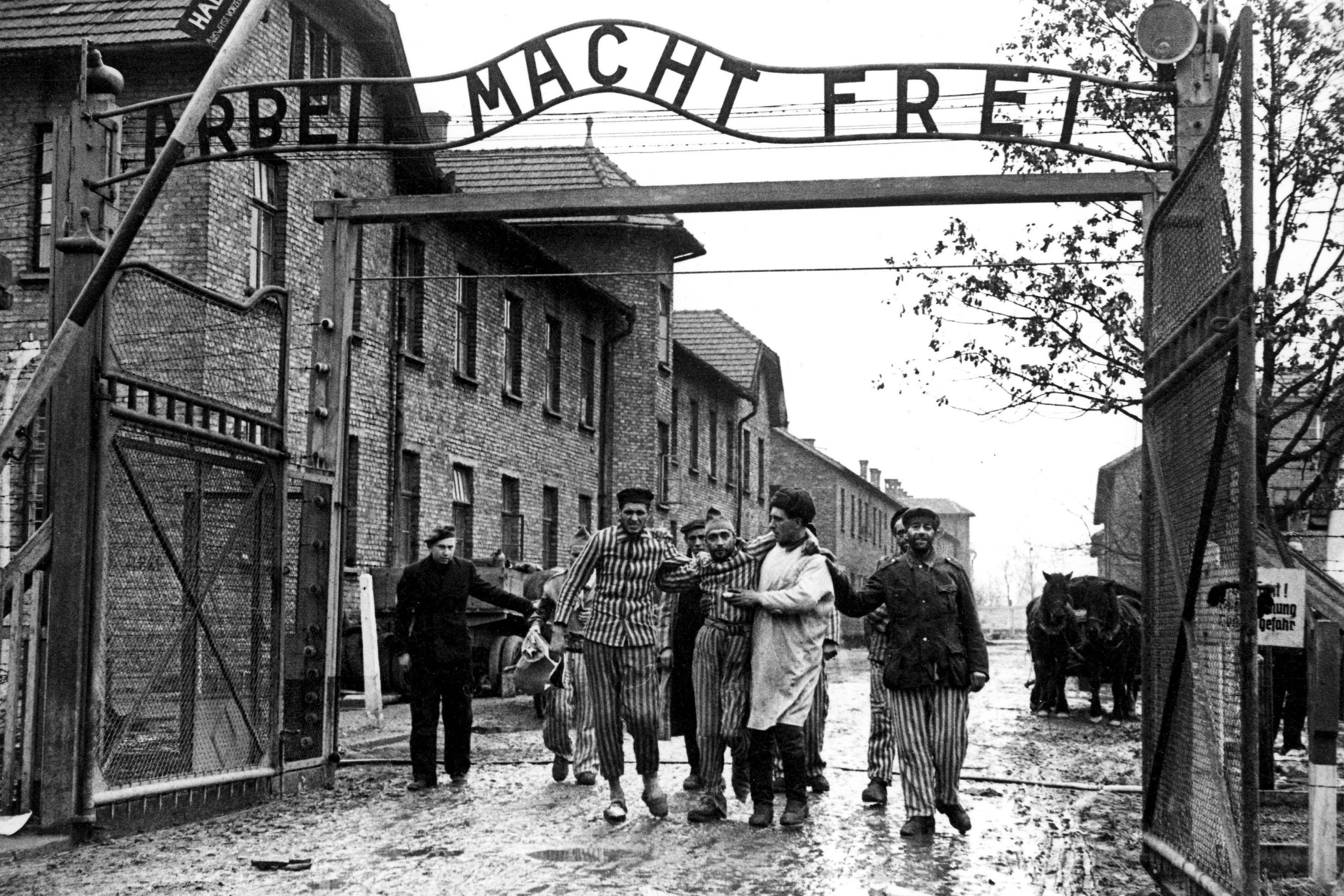
Életben maradt auschwitzi foglyok elhagyják a szovjet csapatok által felszabadított koncentrációs tábort

Az ENSZ közgyűlése 2005. november 1-jei határozatával január 27-ét a holokauszt nemzetközi emléknapjává nyilvánította. Az emléknap a legnagyobb második világháborús megsemmisítő tábor, az auschwitzi koncentrációs tábor Vörös Hadsereg általi felszabadításának évfordulója.